# Wubi

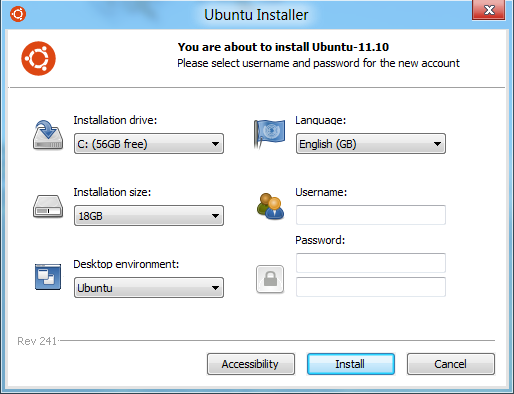
Wubi 11.10

Wubi Installer – program instalujący dystrybucję Linuksa Ubuntu na wirtualnym dysku na partycji Windows. Dzięki temu instalatorowi każdy początkujący może w łatwy sposób zainstalować i wypróbować Linuksa, nie ryzykując utraty danych, co często ma miejsce przy nieumiejętnym partycjonowaniu. Wydajność tego rozwiązania porównywalna jest z normalną instalacją, jedynie prędkość odczytu i zapisu danych na dysk jest mniejsza.